# Krzysztof Jackowski
Krzysztof Andrzej Jackowski (Krzysztof Andrzej Jackowski; n. 1 iunie 1963, Człuchów, voievodatul Pomerania, Polonia) este un clarvăzător și YouTuber.

## Biografie
Krzysztof Jackowski s-a născut la 1 iunie 1963 în Człuchów, Republica Populară Poloneză. Este de profesie strungar și practică clarviziunea din anii 1990. A candidat pentru funcția de deputat în Seimul Poloniei. Domeniul său principal de specializare este dreptul penal. Pe site-ul său sunt disponibile documente emise de autoritățile de poliție care confirmă contribuția sa la descoperirea crimelor și a infracțiunilor grave.
În anul 2000 a fost protagonistul filmului documentar The Clairvoyant, iar în 2003 a luat parte și a câștigat un turneu de reality-show difuzat de postul de televiziune japonez Asahi. În 2009, într-un interviu televizat, i s-a adresat întrebarea despre cine va fi următorul președinte al Poloniei. Toate estimările preliminare de la acea vreme indicau că alegerile vor fi câștigate din nou de către actualul Lech Kaczynski. — Lech Kaczynski a plecat. Nu știu de ce. „Doarme”, spune Jackowski. Pe 10 aprilie 2010. Președintele Kaczynski, împreună cu soția sa și o parte din elita politică a Poloniei, au murit într -un accident de avion la Smolensk, iar adversarul său Bronisław Komorowski a devenit președinte.

Din 2008 el avertizează că va avea loc un Al Treilea Război Mondial, dar susține că războiul nu va fi la fel de dezastruos pentru Polonia precum cel de-al Doilea Război Mondial, când țara a fost în epicentrul evenimentelor. Și sfătuiește în ce țări să caute mântuirea:
„Va veni o vreme când oamenilor din Polonia le va fi frică să respire”. Dar nu este vorba despre smog. Chiar și în timpul comunismului, ne încălzim casele cu cărbune, care polua aerul. Smogul a fost mereu acolo. Fiica mea m-a întrebat: „Tata, unde va fi în siguranță?” Ceea ce am simțit atunci încă mă bântuie. Ține minte, pentru că nu știu dacă voi fi în viață. Dar dacă se întâmplă ceva, fugi în România sau Bulgaria. Nu știu deloc de ce. Nu se îndreaptă România și Bulgaria către Orientul Mijlociu? Trebuie să fie periculos acolo. Dar i-am spus: Fugi în România sau în Bulgaria. Nu știu, așa m-am simțit. Și îmi amintesc foarte bine.”
În ianuarie 2024 În timpul unei transmisii live pe Youtube Jackowski a adăugat pronosticului său pentru Bulgaria din 2008
„M-am întrebat uneori. Bulgaria și România, în special Bulgaria, sunt importante, foarte puternice pentru mine. Pentru că în 2008 a fost publicată viziunea mea pentru 2008, când am spus asta la jumătatea lui septembrie 2008. băncile lumii vor da faliment, apoi am spus că asta va provoca un război major în lume. Chiar înainte de acest război mondial, oamenilor din Polonia și Europa le va fi frică să respire. Ei bine, există o oarecare inexactitate aici, pentru că peste tot în lume le era frică să respire. Nu numai în Polonia și Europa. Doamnelor și domnilor, astăzi nu știu dacă mai are sens. Poate că există. Pentru că la acea vreme venea dintr-o viziune foarte pură, dintr-un sentiment foarte puternic, care s-a confirmat. Deci poate că încă mai are sens. Deși nu vă pot justifica în mod logic.”